# Pshauri (Bedia)
Pshauri (en georgiano: ფშაური; en abjasio: Ԥшьаур, romanizado: Pshaur) es una aldea que pertenece a la parcialmente reconocida República de Abjasia, dentro del distrito de Tkvarcheli, aunque de iure es parte del municipio de Gali de la República Autónoma de Abjasia de Georgia.

## Geografía
Pshauri está en la llanura de Samurzajano, en la margen izquierda del río Ojoyi, a 5 km de Achigvara y a 17 km de Gali. La aldea se administra desde el pueblo de Bedia. 